# Sangiaccato di Scutari
Il sangiaccato di Scutari, detto anche di Scodra o Skodra (in albanese Sanxhaku i Shkodrës; in serbo Скадарски санџак?; in turco İskenderiye Sancağı o İşkodra Sancağı) era uno dei sangiaccati dell'Impero ottomano. Fu fondato dopo la conquista ottomana di Scutari dopo l'assedio della città nel 1478-1479. Fino al 1867 era compreso nell'Eyalet di Rumelia, quando divenne parte, insieme al sangiaccato di Skopje, della nuova suddivisione amministrativa del Vilayet di Scutari. Nel 1912 e all'inizio del 1913 fu occupato dai membri della Lega Balcanica durante la prima guerra balcanica. Nel 1914 il territorio del sangiaccato di Scutari entrò a far parte del Principato d'Albania, istituito sulla base del trattato di pace firmato durante la Conferenza di Londra nel 1913.

## Storia

### Antefatti e formazione
Con brevi interruzioni, il territorio dell'Albania settentrionale, compreso quello che sarebbe diventato il Sangiaccato di Scutari, appartenne per molti secoli agli stati medievali serbi. I primi censimenti ottomani (1431, 1467 e 1485) mostravano una consistente presenza di toponimi slavi.
L'ultima dinastia slava che controllava Scutari era la famiglia nobile dei Balšić. Alla fine del XIV secolo la città passò sotto il controllo della Repubblica di Venezia e dopo la conquista dell'Impero ottomano di Scutari da Venezia in seguito all'assedio di Scutari nel 1478-1479, divenne il centro di Sangiaccato di Scutari.

### Acquisizione di Zeta

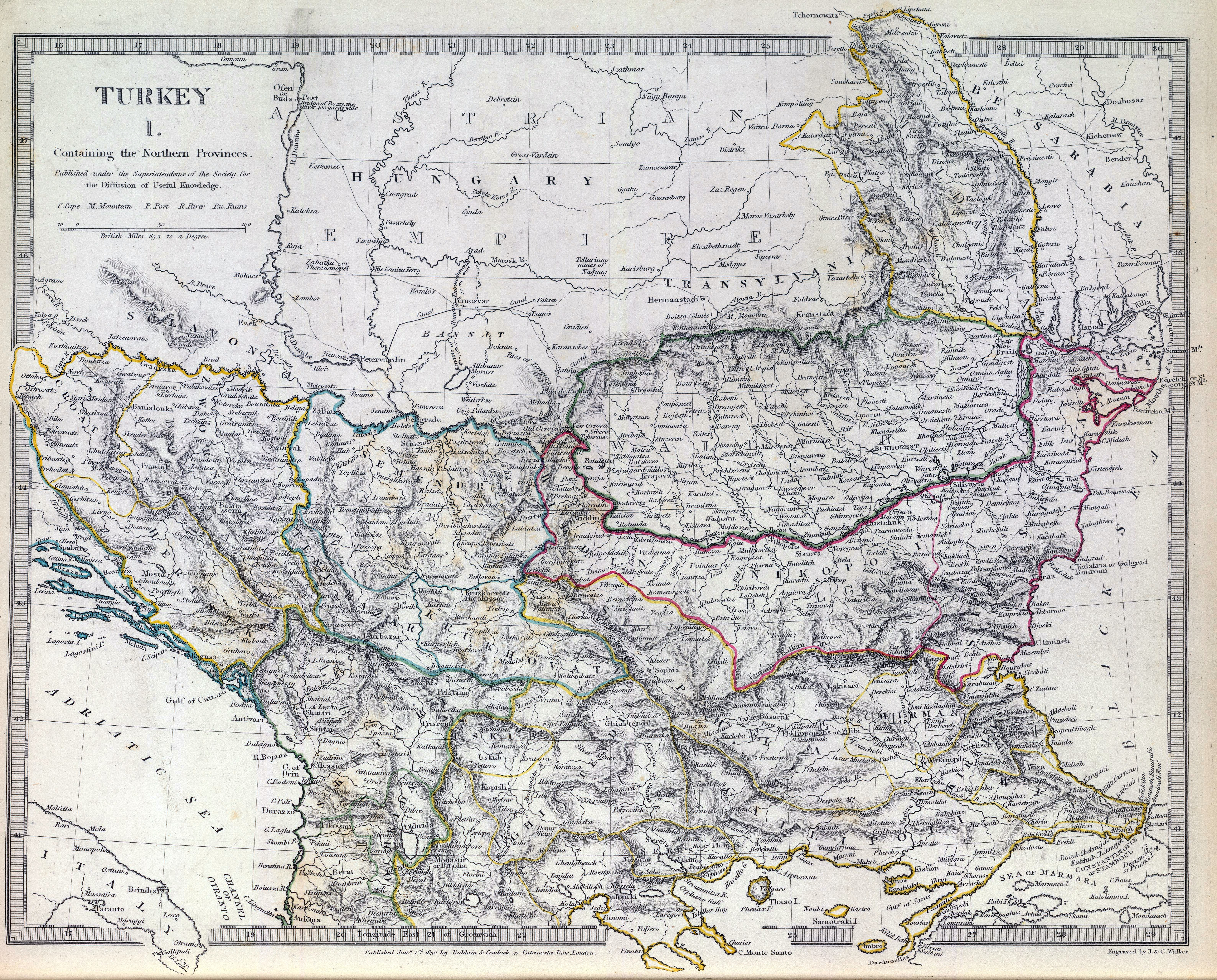
Il sangiaccato di Scutari nel 1829, situato nell'estremità in basso a sinistra.

Fin dalla nomina come sanjak-bey di Scutari nel 1496, Firuz Bey aveva l'intenzione di annettere la regione di Zeta all'Impero ottomano. Đurađ Crnojević, che controllava il vicino Principato di Zeta, manteneva frequenti corrispondenze con altri stati feudali cristiani con l'intento di stabilire una coalizione anti-ottomana. Quando suo fratello, Stefan, lo tradì agli ottomani nel 1496, Đurađ propose di accettare la sovranità dell'Impero ottomano se Firuz Bey avesse a sua volta accettato di riconoscerlo come governatore di Zeta. Firuz Bey rifiutò questa proposta e invitò Đurađ a venire a Scutari per chiarire le sue attività anti-ottomane o a fuggire da Zeta. Quando Firuz Bey attaccò Zeta con forti forze nel 1496, Đurađ decise di fuggire a Venezia. Nel 1497 Firuz Bey catturò la regione di Grbalj e mise Zeta sotto il suo effettivo controllo militare, sebbene l'area facesse ancora parte del principato governato da Stefan II Crnojević. Nel 1499 Firuz Bey annesse formalmente Zeta al territorio del suo Sangiaccato di Scutari, e Zeta perse il suo status di stato indipendente. Nel 1514, questo territorio fu separato dal sangiaccato di Scutari e stabilito come sangiaccato separato, sotto il dominio di Skenderbeg Crnojević. Quando morì nel 1528, il Sangiaccato del Montenegro fu reincorporato nel Sangiaccato di Scutari come unica unità amministrativa con un certo grado di autonomia.

### Fine del XVI e inizio del XVII secolo
Il censimento del 1582-1583 registrò il "vilayet del Montenegro" (vilayet-i Kara Dağ) come unità amministrativa separata all'interno di sangiaccato di Scutari.
Marino Bizzi, arcivescovo di Antivari (Bar), nel suo resoconto del 1610 affermava che il nome del sanjak-bey del sangiaccato di Scutari era Ali Pasha.

### Pascialato di Scutari

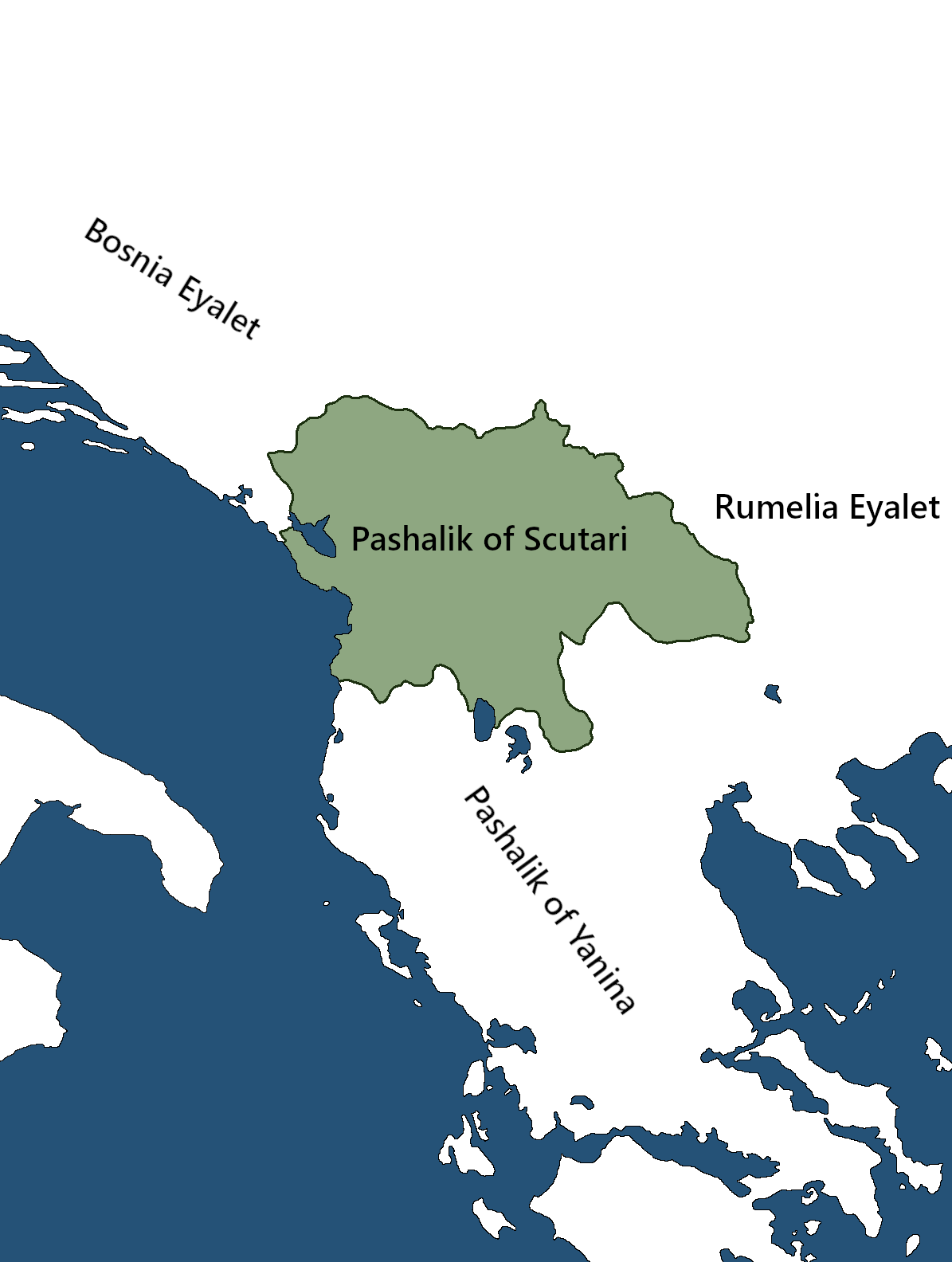
Il pascialato di Scutari sotto la famiglia Bushati.

Nel periodo tra il 1757 e il 1831, il Sangiaccato di Scutari fu elevato al Pascialato di Scutari, (pashalik o eyalet) semi-autonomo sotto l'impero ottomano creato dalla famiglia albanese dei Bushati. Il suo territorio comprendeva parti dell'odierna Albania settentrionale e del Montenegro, con il suo centro nella città di Scutari. L'indebolimento dell'autorità centrale ottomana e del sistema della proprietà terriera del timar portarono l'anarchia nell'area dei Balcani occidentali dell'Impero ottomano. Alla fine del XVIII secolo, in questa regione emersero due centri di potere: Scutari, sotto la famiglia Bushati e Giannina, sotto Ali Pasha di Tepelenë. Entrambe le regioni collaborarono e sfidarono la Sublime Porta sulla base dei loro interessi reciproci.

### Vilayet di Scutari
Prima del 1867, Scutari (İşkodra) era un sangiaccato  all'interno dell'Eyalet di Rumelia. Nel 1867, il Sangiaccato di Scutari si fuse con il Sangiaccato di Üsküb (Skopje), formando il Vilayet di Scutari. Il vilayet fu successivamente diviso in tre sangiaccati: İșkodra (Scutari), Prizren e Dibra. Nel 1877, il sangiaccato di Prizren fu trasferito al Vilayet del Kosovo, e il sangiaccato di Dibra fu trasferito al Vilayet di Monastir. A seguito dei trasferimenti territoriali, il sangiaccato di Scutari fu successivamente diviso in due sangiaccati: il sangiaccato di Scutari e il sangiaccato di Durazzo (Durrës).
In seguito all'invasione delle forze montenegrine durante la guerra turco-montenegrina tra il 1876 e il 1878, il possesso delle città di Bar, Podgorica e Ulcinj fu trasferito dal Sangiaccato di Scutari al Principato del Montenegro.

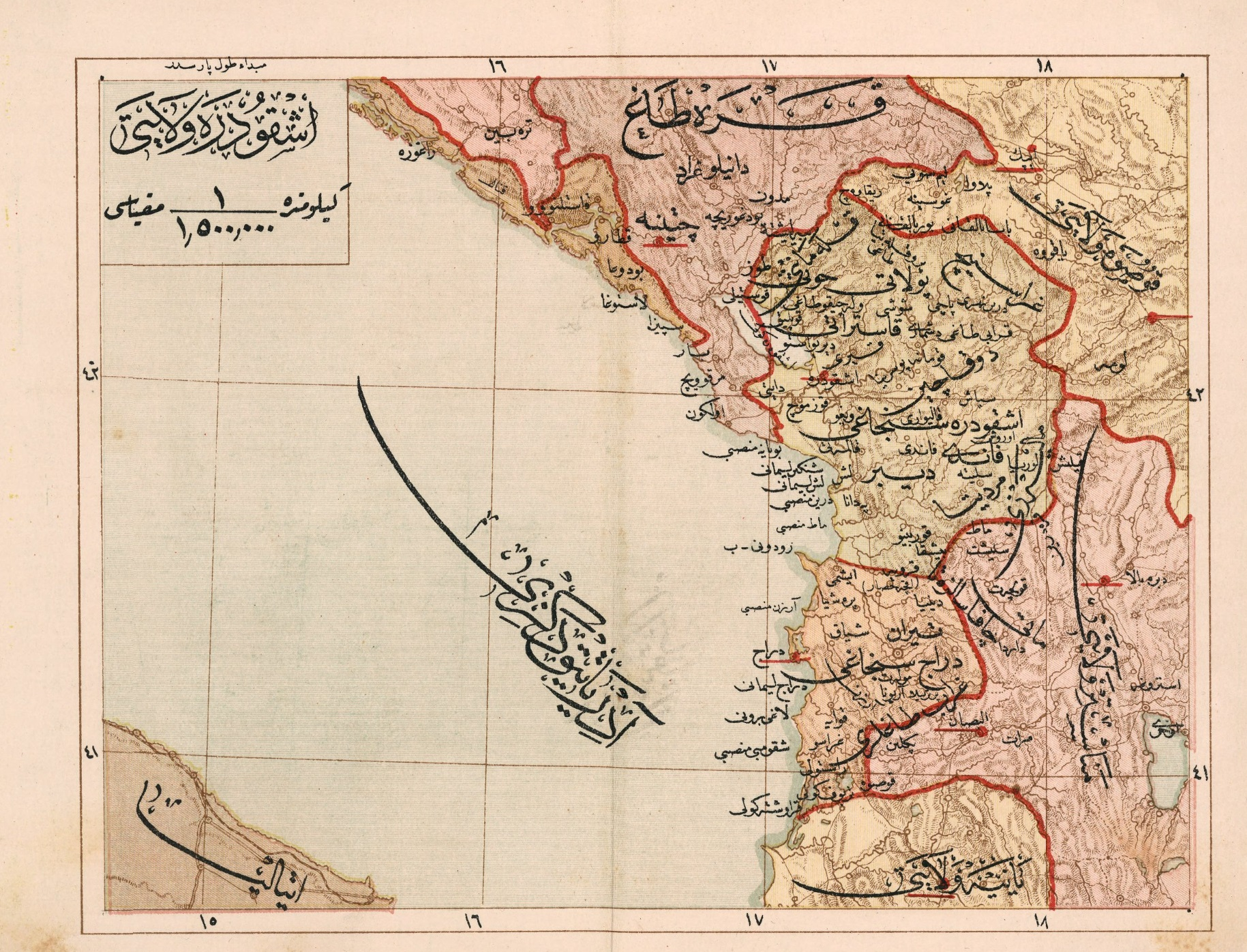
Il sangiaccato di Scutari (1907)

Nel 1900, il Vilayet di Scutari fu soppresso, scindendosi in due sangiaccati separati: il sangiaccato di Scutari e il sangiaccato di Durazzo.

### Scioglimento
Nel 1912 e all'inizio del 1913 fu occupato dai membri della Lega Balcanica durante la prima guerra balcanica . Nel 1914 il territorio di sangiaccato di Scutari entrò a far parte del Principato d'Albania, istituito sulla base del trattato di pace firmato durante la Conferenza di Londra del 1913.

## Demografia e organizzazione sociale
La maggioranza religiosa della popolazione nel sangiaccato di Scutari era cattolica.
Gli albanesi malisor (o montanari) vivevano in tre regioni geografiche all'interno del sangiaccato. Malësia e Madhe (grandi altipiani) con le sue cinque grandi tribù religiosamente miste cattolico-musulmane (Hoti, Kelmendi, Shkreli, Kastrati e Gruda) e sette piccole tribù; Malësia e Vogel (piccoli altopiani) con sette tribù cattoliche come gli Shala, Shoshi, Toplana, Nikaj; e Mirdita, che era anche una grande tribù potente che poteva mobilitare 5.000 truppe irregolari. Il governo stimò che la forza militare dei malisor nel sangiaccato di Scutari contasse oltre 30.000 membri della tribù. I funzionari ottomani sostenevano l'idea che gli abitanti delle montagne avrebbero potuto sconfiggere il Montenegro da soli con un'assistenza statale limitata. Il controllo ottomano sulle aree montuose del sangiaccato era limitato. Negli anni 1880, da un punto di vista albanese, il sangiaccato di Scutari apparteneva alla regione dei Gheghi.
Sulla base dei nomi delle persone registrate nel censimento, si può concludere che la popolazione del sangiaccato di Scutari era composta principalmente da serbi e albanesi (ortodossi, cattolici e musulmani). C'era anche un certo numero di valacchi, turchi e altre etnie presenti, principalmente nelle città.

### Censimento del 1485
Il primo censimento ottomano del Sangiaccato di Scutari fu organizzato nel 1485, Il sangiaccato era composto da quattro kaza: Scutari (Shkodër), Depedöğen (Podgorica), İpek (Peć) e Bihor. Le kaza erano divise in unità amministrative più piccole, le nahiyah.

### Censimento del 1582-1583
Il censimento organizzato nel periodo 1582-1583 mostra che c'erano molte nahiyah all'interno di sangiaccato di Scutari con un numero totale di 709 villaggi.
In più, una parte più piccola del censimento ottomano dal 1582 al 1583 riguardava il Montenegro (Vilâyet-i Karaca-dağ) come unità amministrativa separata all'interno di sangiaccato di Scutari. 
Il censimento del 1582-1583 mostra 857 villaggi e diverse città tra cui Scutari (İşkodra), Peć (İpek), Podgorica (Depedöğen), Bar (Bar) e Ulcinj (Ülgün).

### Stima del 1874
Secondo le stime del consolato russo Ivan Yastrebov, vi erano 80.000 maschi cattolici, 20.000 maschi ortodossi e 9.500 maschi musulmani. La maggioranza della popolazione parlava la lingua albanese. Il console affermò che gli ortodossi e un certo numero di cattolici e musulmani parlavano la lingua serba.

## Governatori
- Feriz Beg (att. 1495-1512), in servizio nel 1496-1502
- Ali Pascià (att. 1610)
- Solimano (att. 1685–1692)
- Mehmed Bushati (1757-1775)
- Kara Mahmud Pascià (1775–1796)
- Ibrahim Pascià (1796-1810)
- Mustafa Pasha Bushatli (1810–1831)